# Инверно е Монтелеоне
Инверно е Монтелеоне (итал. Inverno e Monteleone) је насеље у Италији у округу Павија, региону Ломбардија.
Према процени из 2011. у насељу је живело 1069 становника. Насеље се налази на надморској висини од 76 м.

## Становништво
| 1936. | 1951. | 1961. | 1971. | 1981. | 1991. | 2001. | 2011. |
| ----- | ----- | ----- | ----- | ----- | ----- | ----- | ----- |
| 1.583 | 1.519 | 1.287 | 1.127 | 1.066 | 1.051 | 1.069 | 1.390 |